# Xiqing Shan
Xiqing Shan är en bergskedja i Kina. Den ligger i den centrala delen av landet, 1 400 km väster om huvudstaden Peking.